# Ahmakero
Ahmakero är ett naturreservat i Pajala kommun i Norrbottens län.
Området är naturskyddat sedan 2009 och är 9 kvadratkilometer stort. Reservatet omfattar berget Ahmakero och våtmarker nedanför dess nordvästsluttning. Reservatet består av gles tallskog. 